# Rhin-et-Moselle
Pour les articles homonymes, voir Moselle.
1797–1814
Entités précédentes :
- République cisrhénane

Entités suivantes :
- Royaume de Prusse

Le département de Rhin-et-Moselle est un ancien département français (1797-1814) de la rive gauche du Rhin, nommé localement Rhein-und-Mosel. Il lui a été attribué le numéro 102 dans la liste des 130 départements français de 1811

## Histoire
Avant la conquête française, la Cisrhénanie est une mosaïque de plusieurs dizaines d'États, membres du Saint-Empire romain germanique. Occupée à partir de 1794, une éphémère République cisrhénane est proclamée le 5 septembre 1797 (une République de Mayence l'a déjà été le 18 mars 1793, demandant son annexion à la France le 21 et l'obtenant le 30), mais la région est partagée le 4 novembre 1797 par le Directoire en quatre départements, la Roer, la Sarre, le Rhin-et-Moselle et le Mont-Tonnerre, qui sont organisés le 23 janvier 1798 (arrêté du 4 pluviôse an VI). Ces départements sont officiellement intégrés au territoire français le 9 mars 1801 et existent jusqu'au démantèlement de l'Empire en 1814.

## Géographie
Le chef-lieu était Coblence, et les deux sous-préfectures Bonn et Simmern.
Sa population compte 248 814 habitants en 1809. Le Dictionnaire géographique portatif de l'époque précise : « Le pays est fertile en grains, bons vins, bois et pâturages ; on trouve dans ses montagnes des mines de fer, plomb, calamine, cuivre, argent et or ; des carrières de pierre pour les digues et bâtisses sous l’eau, de marbre et d’ardoise ; des salines et des eaux minérales. Le commerce consiste dans les productions du sol ; il s’y fait un profit considérable sur le transit des marchandises sur le Rhin et la Moselle ; on exporte une grande quantité de vins blancs et de vins rouges. »
La région semble avoir profité de l'annexion pour s'orienter vers une meilleure gestion des ressources du sous-sol et une industrialisation intensive : pour exemple, Bonn voit l'installation de vingt-cinq entreprises importantes entre 1803 et 1813.

### Administration
- Chefs-lieux de canton de l'arrondissement de Coblence : Coblence, Andernach, Boppard, Cochem, Kaisersesch, Lutzerath, Mayen, Münstermaifeld, Polch, Rübenach, Treis et Zell.
- Chefs-lieux de canton de l'arrondissement de Bonn : Bonn (deux cantons), Adenau, Ahrweiler, Remagen, Rheinbach, Virnebourg et Wehr.
- Chefs-lieux de canton de l'arrondissement de Simmern : Simmern, Bacharach, Kastellaun, Kirchberg (Hunsrück), Kirn, Bad Kreuznach, Sankt Goar, Bad Sobernheim, Stromberg et Trarbach.

## Liste des préfets

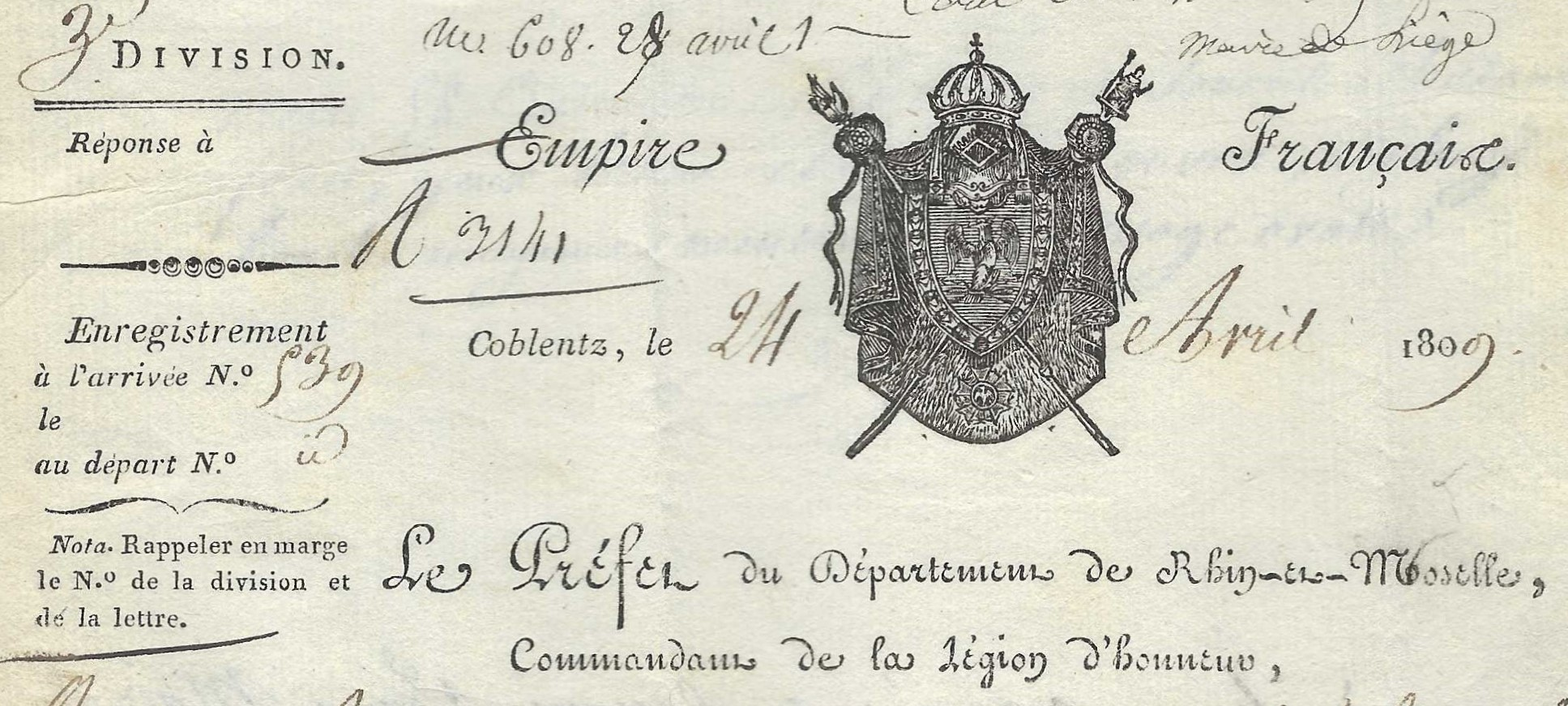
En-tête de lettre du 28 avril 1809 du préfet du département du Rhin-et-Moselle

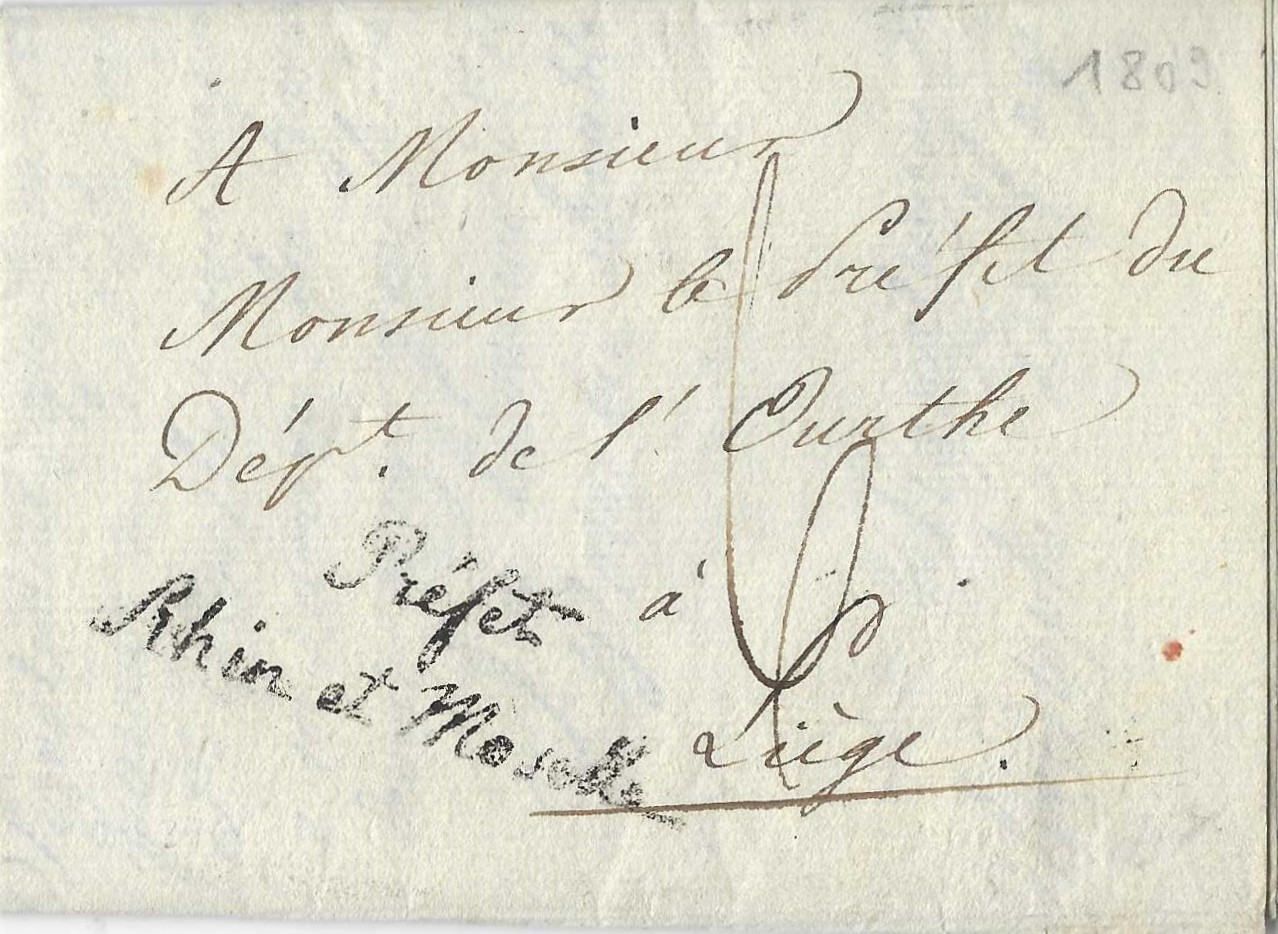
Lettre du 28 avril 1809 avec marque de franchise du préfet de Rhin-et-Moselle

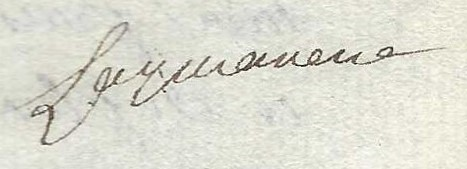
signature Lezay

| Période                                                    | Période | Identité                               | Fonction précédente                                                                         | Observation |
| ---------------------------------------------------------- | ------- | -------------------------------------- | ------------------------------------------------------------------------------------------- | --- |
| 2 mars 1801                                                | 1803    | Philippe-Joseph Boucquéau de Villeraie |                                                                                             | |
| Nommé le 16 floréal an XI En fonction le 25 prairial an XI | 1805    | François Louis René Mouchard de Chaban | Sous-préfet de Vendôme                                                                      | Passe à la préfecture de la Dyle Membre de la junte extraordinaire de Toscane (12 mai 1806) Membre du Conseil d'État Intendant de l'Intérieur et des Finances dans les départements des Bouches-de-l'Elbe, des Bouches-du-Weser et de l'Ems-Supérieur (18 décembre 1810) |
| 1er février 1805                                           | 1806    | Alexandre de Lameth                    | Député de la noblesse de Péronne (Somme) aux États généraux de 1789 Préfet des Basses-Alpes | Passe à la préfecture de la Roer Préfet du Pô |
| 15 juin 1806                                               | 1810    | Adrien de Lezay-Marnésia               | Ambassadeur auprès de l'électeur de Salzbourg                                               | Passe à la préfecture du Bas-Rhin |
| 7 août 1810                                                | 1813    | Jean Thérèse Doazan                    |                                                                                             | Préfet du Jura (Cent-Jours) |

## Autre sens
Cette section devrait être déplacée dans l'article Allianz France.
Pour plus d’informations, se reporter en page de discussion. (mai 2024)
Par ailleurs, sans aucun rapport avec le département ci-dessus, Rhin-et-Moselle est le nom d'un réseau d'assurances, créé en 1881 et qui siège à Strasbourg.
La dénomination du réseau durant la période d'annexion de l'Alsace-Lorraine à l'Empire allemand (jusqu'en 1918), reste à préciser.
Ce réseau, qui possédait également un important parc immobilier, a conservé son indépendance jusqu'en 1991, date à laquelle il est passé sous le contrôle d'Allianz-France (filiale du groupe bavarois Allianz). En 1998, deux OPA, l'une hostile, l'autre amicale, aboutissent à une prise de participation majoritaire du groupe Allianz dans les Assurances générales de France (AGF), puis à la fusion progressive de Rhin-et-Moselle dans les « nouvelles AGF », avec disparition progressivement de la dénomination « Rhin-et-Moselle » au fur et à mesure du renouvellement des contrats.